# George Bizos
George Bizos, född 15 november 1927 i Kirani i Messenien i Grekland, död 9 september 2020, var en sydafrikansk människorättsadvokat, känd bland annat för sin kamp mot apartheid.
Bizos kom 1941 till Sydafrika som krigsflykting tillsammans med sin far, tretton år gammal. Han tog examen i juridik vid University of Witwatersrand 1950 och arbetade från 1954 som jurist i Johannesburg. Bland dem han har representerat märks Walter Sisulu och Nelson Mandela under apartheidregimen och den zimbabwiske politikern Morgan Tsvangirai då han åtalades för högförräderi 2004.